# Bézu-Saint-Germain
Bézu-Saint-Germain é uma comuna francesa na região administrativa de Altos da França, no departamento de Aisne. Estende-se por uma área de 11,13 km². Em 2010 a comuna tinha 1 047 habitantes (densidade: 94,1 hab./km²).